# 相模原住宅地区
座標: 北緯35度31分19秒 東経139度25分02秒 / 北緯35.521906度 東経139.417169度
相模原住宅地区（さがみはらじゅうたくちく、Sagamihara Housing Area）は、神奈川県相模原市南区に所在する在日アメリカ陸軍の住宅施設。小田急相模原駅の北西にある。

## 概要
- 所在地：神奈川県相模原市南区上鶴間
- 接収年月日：1950年5月10日

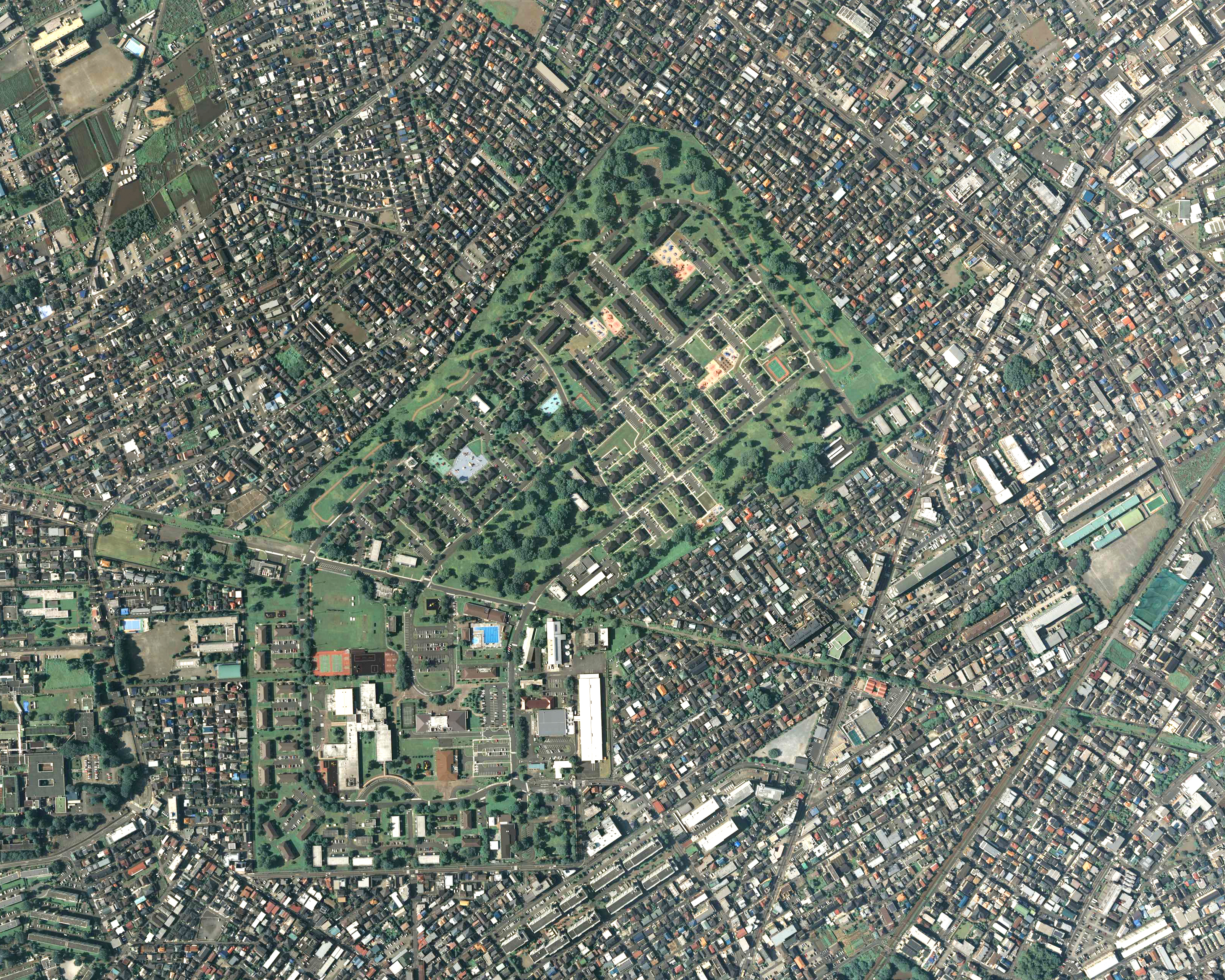
相模原住宅地区周辺の空中写真。2019年8月3日撮影の2枚を合成作成。。

- 面積：594,558m2（2007年3月31日現在）
  - 内訳　国有地：507,833m2、市有地：4,929m2、私有地：81,796m2
- 管理部隊：在日アメリカ陸軍基地管理本部 (United States Army Garrison-Japan)
- 用途：住宅
- 従業員数：104人（2007年4月30日現在）

## 沿革
- 1939年1月22日　旧日本陸軍電信第1連隊が東京から移転し開設する。
- 1950年5月10日　第二次世界大戦後に日本を占領する連合国の1国であるアメリカ軍が接収し、住宅専用区域として使用する。
- 1965年5月5日　アメリカ軍ジェット機が墜落し、アメリカ人3人死亡。他にアメリカ人7人、日本人1人が負傷する。
- 1973年～1982年　市道拡幅のため、5回にわたり合計約4,840m2が返還される。
- 2006年5月1日　日米安全保障協議委員会において、在日アメリカ軍再編の最終報告が合意される。
  - これに基づき、今後、相模原住宅地区に家族住宅が増設される予定。

## 役割
キャンプ座間等、近くのアメリカ軍基地に勤務する軍人または軍属及びその家族のための住宅が約520戸あり、約1,400人が居住している。住宅地区内には、食料品等販売店、教会、劇場、消防署、小学校、浄水場等の施設が配置されている。